# Flamman Pub & Disco
Flamman Pub & Disco, i folkmun Flamman, är en studentpub beläget i källaren i ett av bostadshusen i bostadsområdet Flamman i Linköping.

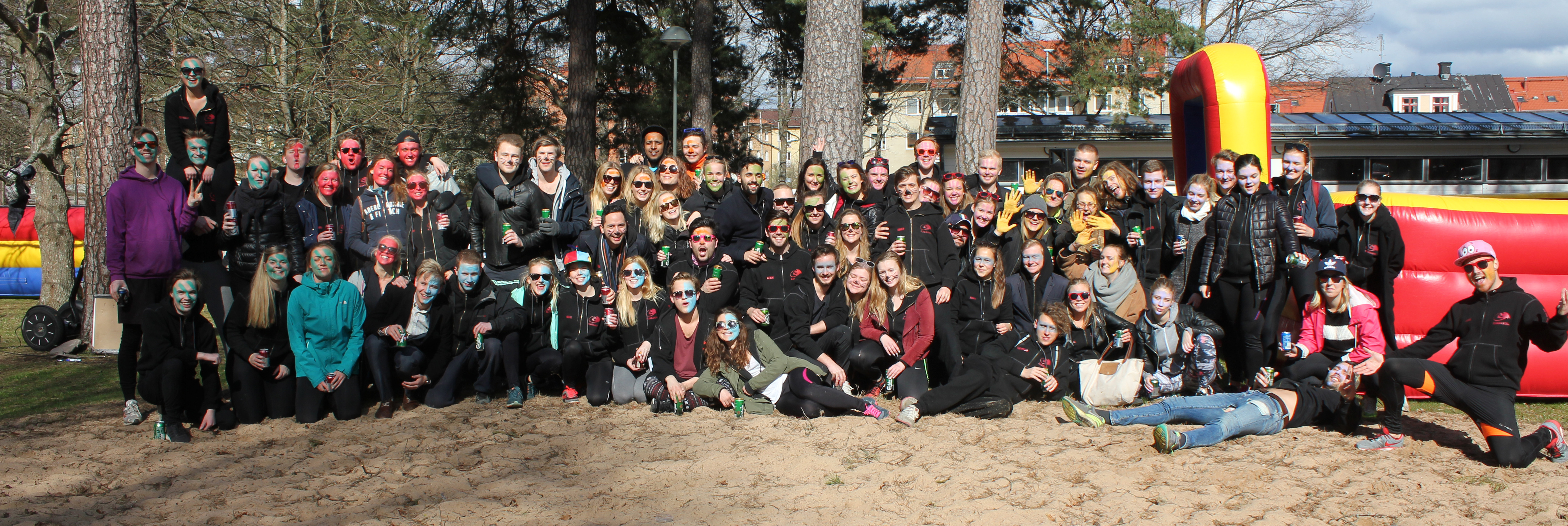
Bar- och köksjobbare på Flamman Pub & Disco.

## Historia
Studentområdet Flamman byggdes 1965 för studenter på Lärarhögskolan och består mestadels av studentkorridorer men även ett mindre antal enrums- och tvårumslägenheter. Ett par backar öl till självkostnadspris i en cykelkällare var början till vad som nu är en populär studentkrog, öppet tre dagar i veckan, har ca 90 anställda och som omsätter drygt 6 miljoner årligen. Puben grundades 1967, vilket gör det till Linköpings äldsta studentpub.

## Verksamhet
Puben har öppet tre dagar i veckan. På onsdagar är det jazzklubb med livemusik på scenen. Banden som bokas in är en blandning av lokala förmågor och mer nationellt kända artister. De senare åren har Flamman Pub & Disco blivit en känd aktör på den svenska jazzhimlen då man har lyckats locka hit många svenska och utländska artister. Till musiken serveras Flammans kända Flammanburgare tillsammans med en mängd olika ölsorter. Under helgerna så är Flamman öppet med FlammanFredag© och LivetsLördag™. Då inleds kvällen med restaurangverksamhet där förbokade sittningar, stora som små, äter och har trevligt tillsammans. Restaurangen övergår senare till nattklubb där DJ:s spelar en blandning av gamla och nya låtar. Under nattklubben finns det två barer att tillgå för den törstiga, en ölbar och en drinkbar.

## Organisation
Förtroenderådet Flamman som är en vald styrelse av de boende på Flamman utser ett driftutskott på tre driftchefer som har ansvaret för puben. Varje person i driftutskottet har olika ansvarsområden, så som ekonomi, personal och inköp. Utöver driftcheferna finns det även en PR-chef samt två kökschefer som ansvarar för kök och meny. 
I princip alla som jobbar på Flamman Pub & Disco är studenter vid Linköpings universitet där rekrytering görs vid varje terminsslut. Bartendrar och kockar arbetar helt ideellt men trots detta så är det inget problem med att få tag på folk; många jobbar ofta kvar under hela sin studietid.